# Жюльетт (фильм)
«Жюльетт» (фр. Juliette) — французская кинокомедия 1999 года режиссёра Жерома Фулона. 

## Сюжет
Парикмахерша Жюльетт испытывает финансовые трудности, из-за чего не в силах платить по счетам, а также помогать своему брату Пьеро, обанкротившемуся владельцу аэро-клуба. В трудную минуту ей протягивает руку помощи одна из клиенток салона-парикмахерской, Жюстин. Она предлагает ей присоединиться к команде танцовщиц «Жизнь красива», где хорошие доходы. Вначале Жюльетт приходит в ужас от такого предложения, однако, присмотревшись к коллективу девушка понимает, что не всё так плачевно. И вот Жюстин представляет новую сотрудницу коллективу, где последняя знакомится с сентиментальной Мари и красавцем Бобом. Вскоре девушка идёт на первое выступление: состоятельный промышленник, Мишель д’Астье, нуждается в русскоговорящей женщине...

## Актёрский состав
| В ролях            |  | Персонаж             |
| ------------------ |  | -------------------- |
| Клер Кем           |  | Жюльетт              |
| Антуан Дюлери      |  | Мишель д’Астье       |
| Бернар Фрессон     |  | Пьер-Андре Фруассар  |
| Франсуа Карон      |  | Арно Дельво-Фруассар |
| Сандрин Карон      |  | Жюстин               |
| Сильви Одкур       |  | Мари                 |
| Стефан Герен-Тилли |  | Пьеро                |
| Гаспар Ульель      |  | Николя д’Астье       |
| Франсуа Лорике     |  | Фил                  |
| Жан-Пьер Малиньон  |  | Юбер Фруассар        |
| Нильс Югон         |  | Сезар                |